# Майнгау
Майнгау (на немски: Maingau (Gau am Main); на латински: pago Moingewi) е през Франкската империя територията на река Майн, източно от Франкфурт на Майн и в Северен Оденвалд и източно от Майн около Ашафенбург. Майнгау е разположен в Херцогство Франкония, по-късно в Херцогство Вестфранкен (също Рейнфранки).
Прочутият франкски историк Айнхард е роден 770 г. в Майнгау.

## Графове в Майнгау
След Карл Велики графството става наследствено графство. Вероятно гау-графовете на Майнгау произлизат от род Епщайн-Хагенхаузен.
- Дрого (доказан между 753 и 762) притежава села
- Руперт, ок. 776.
- Варин (също Веринхере) дарява със съпругата си Фидерун 768 или 786 г. голяма собственост от Бибер на манастир Фулда. Варин е ок. 772 г. също граф в Тургау, доказан е до 813 г.
- Валах, прави дарение пр. 768 г. в Бибер.

През 9 век франкските Бабенберги са графове в Майнгау.
- Конрад Стари (Конрадини) († 27 февруари 906) става 893 маркграф в Майнгау
- Конрад I Млади (* 881; † 23 декември 918), 918, 908 граф в Хесенгау, 910 граф в Келдахгау, маркграф в Майнгау и дукс (херцог на Франкен), 7/10 ноември 911 източнофранкски крал
- Еберхард († 2 октомври 939) (Конрадини), от 918 г. херцог на племенното Херцогство Франкония, 913 граф в Хесенгау и Перфгау, 936 маркграф в Майнгау, 938 пфалцграф
- Руохар, ок. 945
- Майингауд, също Мейнгоз или Меинингоц, (Конрадини), 965 – 987 граф в Майнгау. Внук на Еберхард син на Конрад III
- Герлах („Герлахи“), доказан 1013
- Герхард, 1069 граф в Майнгау
- Дито, през 11 век